# Calciumlactaat
Calciumlactaat is een wit kristallijn zout dat ontstaat tijdens de reactie van melkzuur met calciumcarbonaat of calciumhydroxide.  Het zout wordt zowel als watervrije verbinding als in de vorm van pentahydraat op de markt gebracht.  Het zout wordt toegepast als voedingsadditief (bestanddeel van bakpoeder) en als medicijn. Als voedseladditief heeft het E-nummer E327.

## Voorkomen en toepassingen
In het algemeen geldt calciumlactaat als ongevaarlijk en onschadelijk, met uitzondering van mensen met allergische aandoeningen.
- In de levensmiddelenindustrie wordt calciumlactaat toegepast voor het reguleren van het vochtgehalte en de zuurgraad. Calciumlactaat wordt gebruikt om voor vers geplukt fruit zoals meloenen een langere bewaartijd te realiseren, zonder de bittere smaak die het gevolg is van calciumchloride, dat voor hetzelfde doel gebruikt kan worden.[2]  Met pectine, dat in de schil van vruchten voorkomt, reageert calciumlactaat tot het onoplosbare calciumpectinaat, dat vruchten en groenten steviger maakt.  Als E327 mag, binnen de EU calciumlactaat aan alle voedingsmiddelen worden toegevoegd.  Voor producten uit de biologische landbouw is calciumlactaat niet toegestaan als additief.[3]
- Kristallen op en in kaas bestaan vaak uit calciumlactaat.[4][5]
- Calciumlactaat wordt toegepast als maagzuurremmer en om calciumdeficiëntie te bestrijden.  Resorptie van calciumlactaat treedt op over een ruim pH-traject: het is daarom niet noodzakelijk de stof in combinatie met voedsel in te nemen.
- Calciumlactaat wordt toegevoegd aan suikervrije voedingsmiddelen ter bestrijding van cariës. Toegevoegd aan xylitol-houdende kauwgom bevordert het de remineralisatie van tandglazuur.[6]